# Банан японський
Банан японський (Musa basjoo, яп. 芭蕉, басьо) — найбільш холодотримкий вид бананів. Японський банан має неїстівні плоди і широко вирощується як декоративна рослина. Зараз до виду відносять тайванський банан (Musa basjoo var. formosana), що раніше вважався видом.
Слід відмітити, що назва часто є предметом непорозумінь. Назва «японський текстильний банан» також використовується щодо банану Бальбіса (Musa balbisiana). З іншого боку, сам японський банан (Musa basjoo) не походить з японських островів Рюкю, як це часто вважається, його батьківщиною є материковий Китай. Жодний вид бананів не походить з Японії, хоча японський банан зараз і зустрічається там як інтродукований вид.

## Ботанічний опис
Помилкові стебла досягають 2,5 м заввишки і, якщо видимі, мають зелений або жовтувато-зелений колір, але зазвичай приховані основами зав'ялих листків. Верхні частини листових футлярів мають невелику кількість чорних плям і вкриті тонким шаром воску. Листові пластини 1,5 м завдовжки, 55 см завширшки, середнє-зелені зверху і блідіші знизу, вкриті тонким шаром воскового нальоту; головні жилки блідо-зелені; черешки близько 30 см завдовжки, з чіткими краями, розширюються від 0,5 см завтовшки вгорі до 1,5 см біля основи, розгортаючись по всій довжині.
Цвітіння спочатку горизонтальне, брунька опускається донизу негайно після зміни статі. Суцвіття має злегка вкриту пушком плодоніжку і 3 безплідні приквітки. Основна квітка жіноча, число жіночих «рук» у суцвітті змінюється від 1 до 6, верхні квітки чоловічі. Жіночі квітки розташовані по 10 — 16 на приквіток в двох рядах, мають яскраво-зелену маточку довжиною 4, складаються з чашолистків довжиною 4 — 4,5 см, мають білий колір за винятком жовтих наконечників. Чоловічі квітки жовтувато-зелені, іноді з коричневим легким забарвленням.
Насіння чорне, бородавчасте, має нерегулярно розташовані кути і стиснуту форму, 6 — 8 мм на 4 мм за розміром.

## Садові сорти
Завдяки своїй витривалості до холодного клімату японський банан вирощується в багатьох країнах із помірним кліматом як декоративна рослина, в тому числі в Японії, США, більшій частині Європі, у тому числі на півдні України та Росії. Хоча банан в холодних областях і вимагає захисту взимку та втрачає своє листя, він відрізняється дуже швидким ростом, і за одне літо виростає дуже великим.
Існують різні культурні форми японського банану, зараз доступний в продажі в Америці та Європі:
- Фудзіяма (Fuji-Yama) — сорт, виведений в Голландії, найпоширеніший в Європі.
- Фудзіяма різновидність (Fuji-Yama Variegata) — інший сорт, нещодавно виведений в Голландії компанією Jos van der Palen. Ще не отримав значного поширення.
- Чечня (Tchechenia) — сорт виведений із розсади, що була вивезена з Чечні.
- Сахалін (Sakhalin) — ще один сорт, заснований на клональному матеріалі із Росії. Здається, сорт відрізняється високою витривалістю, приземистіший і з товщими листами і крилами черешка. Порівняно з «Фудзіямою» має темніший колір листя.
- Musa basjoo x hybridum — псевдонаукова назва, що посилається на форму, що пропонується на сайті www.tropicaflore.com. За даними сайту, сорт може витримати температуру до −15 °C на відміну від «звичайного» японського банану, що витримує до −10 °C.
- Саппоро (Saporro, що іноді помилково називається Musa saporro, але не має наукового статусу виду або навіть підвиду) — за даними www.tropengarten.com — форма японського банану із міста Саппоро (о. Хоккайдо), що виживає при температурах до — 19 °C «за стандартними методами захисту».

Дані про витривалість сортів, проте, не слід сприймати буквально, тому що порівняння всіх сортів у одному місці ніколи не проводилося. Назви сортів, якщо і відповідають назвам місцевостей, з яких була отримана розсада, не є родиною виду. До всіх цих місцевостей рослина була завезена як декоративна рослина із Китаю.